# Angèle (film)
Angèle è un film del 1934 diretto da Marcel Pagnol: tratto dal romanzo Un de Baumugnes (1929) di Jean Giono. Il film venne girato dal 26 aprile al maggio del 1934 e presentato in sala a Parigi il 26 ottobre 1934 (a settembre era stato proiettato in prima a Marsiglia). La versione originale era di 150 minuti, che poi venne ridotta a 125.

## Trama
Angèle vive in campagna, figlia di Clarius. Un giorno abbandona la famiglia  senza avvertire nessuno per seguire un bellimbusto che si rivela un magnaccia e che l'avvia alla prostituzione. Quando, tempo dopo, Angèle ritorna dai suoi, ha con sé un bambino. Il padre la porta alla cava. Ma Saturnin e Amédée vegliano su di lei.